# Central Pulse
Central Pulse (Suzuki Pulse) - jeden z dziesięciu zespołów występujących w lidze netballa ANZ Championship. Zespół został założony wraz z powstaniem ligi w 2007 w Wellington (jako zastępstwo dla australijskich rozgrywek Commonwealth Bank Trophy i zasponsorowany przez Australia and New Zealand Banking Group). Zespół rozgrywa mecze w hali TSB Bank Arena w Wellington, niemniej w 2008 mecze domowe grane były również w Arena Manawatu w Palmerston North i Pettigrew Green Arena w Napier.
Zarówno w sezonie 2008 jak i 2009 zespół zwyciężył we wszystkich dziesięciu rozegranych spotkaniach.

## Skład
- Amber Bellringer
- Lauren Burgess
- Hayley Crofts
- Candyce Edwards
- Jamilah Gupwell
- Cushla Lichtwark
- Sonia Mkoloma
- Nardia Roselli
- Frances Solia
- Susan Tagicakibau
- Kahurangi Waititi
- Neesha Wieser